# Storviks IF
Storviks IF är en idrottsförening från Storvik i Sandvikens kommun, Gästrikland. Föreningen bildades 1901 under namnet Storviks Skidklubb. 1908 bytte föreningen namn till Storviks Idrottsförening och upptog följande sporter på programmet: cykel, friidrott, fotboll, gymnastik, simning, skridskoåkning och tennis. 1921 bildade man bandysektion, 1925 arrangerade man sin första orienteringstävling och 1933 upptogs gång på programmet. Därefter började man med följande nya idrotter: 1937 handboll, 1950 bordtennis, 1964 ishockey, 1980 badminton och 1985 innebandy. De flesta sektionerna har lagts ner och idag (2020) är föreningen aktiv inom skidåkning, fotboll, orientering, innebandy och mountainbike.